# Liverpool Care Pathway
För andra LCP, se förgreningssidan LCP.
Liverpool Care Pathway (LCP), är en vårdplan för döende och ett styrdokument för kvalitetssäkring. LCP omfattar initial bedömning när patienten har diagnostiserats som döende, kontinuerlig bedömning, samt omhändertagande efter dödsfall. Liverpool Care Pathway anvisar även läkemedel mot smärta, oro (se ångest), rosslighet (luftvägs-sekretion), andnöd och illamående. LCP förekommer inom olika enheter såsom palliativa enheter, hospice, kliniker och enheter
på akutsjukhus, särskilda boenden och sjukhem, samt hemsjukvård.
Kritik kring Liverpool Care Pathway har bland annat handlat om empati och respekt, mat och dryck, smärtstillande medicinering och förtäckt dödshjälp.

### Notförteckning
1. ↑  Ekeström, Marie-Louise; Windus, Mary-Jane (2009). [https://web.archive.org/web/20171011135052/http://palliativtutvecklingscentrum.se/download/lcp-litteratur/Nordisk20Geriatriknr2009LCP.pdf ”Vägledning ger säkerhet
i vården av döende”]. Palliativt utvecklingscentrum. sid. 10. Arkiverad från originalet den 11 oktober 2017. https://web.archive.org/web/20171011135052/http://palliativtutvecklingscentrum.se/download/lcp-litteratur/Nordisk20Geriatriknr2009LCP.pdf.
2. ↑  Mary Mårtensson (15 februari 2015). ”Experten: Horribelt”. AB. http://www.aftonbladet.se/nyheter/article20262287.ab. Läst 10 oktober 2017.